# Почепта (посёлок станции)
Почепта — упразднённый в 2024 году посёлок станции в Комсомольском районе Хабаровского края. До 2008 года входил в состав пгт Гурское.

## Население
| 2002 | 2010 | 2011 | 2012 | 2021 |
| ---- | ---- | ---- | ---- | ---- |
| 5    | ↘2   | →2   | →2   | ↗4   |